# Eduardo Dluzniewski
Eduardo Dluzniewski (nascut el 22 de setembre de 1952) és un antic àrbitre de futbol uruguaià. És conegut per haver supervisat dos partits durant la Copa Amèrica del 1995 a l'Uruguai: Argentina contra Bolívia (2-1) i Equador contra Perú (2-1).
Dluzniewski també va arbitrar partits de les eliminatòries de la Copa del Món de futbol de 1998.